# Берлаг
Береговий табір (рос. Берегово́й исправи́тельно-трудовой ла́герь - Берла́г) — особливий концтабір № 5 МВС СРСР, що діяв у структурі «Дальстрой» з 1948 по 1954 роки. Він входив до системи особливих концтаборів СРСР, де утримували борців з більшовицьким режимом: борців за незалежність України, борців за незалежність окремих націй, території яких були окуповані більшовиками, борців за визволення Росії від більшовизму; також колишніх емігрантів і людей, що належали до партій есерів, анархістів, монархістів; колишніх однопартійців більшовиків, яких Сталін оголосив «ворогами народу»: меншовиків та троцькістів. Сюди також заточували «шпигунів» і «диверсантів» та осіб, які мали чи могли мати небезпечні для радянського режиму зв'язки з антибільшовицькими організаціями за кордоном.

## Створення концтабору
28 лютого 1948 року наказом МВС СРСР № 00219 було організовано Особливий табір № 5 — «Береговий», який наказом МВС від 29 квітня 1948 року № 00469 було передано у підпорядкування «Дальстрой». Береговий концтабір в оперативному відношенні спочатку підпорядковувався ГУЛАГу та «Дальстрой», а у вересні 1949 року його повністю було перепідпорядковано управлінню «виправно-трудових» таборів «Дальстрой».
Начальником управляння табором початково було призначено полковника П. С. Бондаренко, а згодом полковника А. Ф. Васільєва. Охорону табору доручили 86-ій конвойній дивізії, яку пізніше перейменували у 17-й відділ воєнізованої охорони ГУЛАГу МВС СРСР.

## Розташування табірних підрозділів
26 серпня 1948 року була затверджена дислокація Берегового табору у складі 15 табірних підрозділів, що включали 20 табірних пунктів та табірну «лікарню». Спочатку управління табору розташовувалося у поселенні Пьострая Дрєсва (рос. Пёстрая Дресва) (гирло р. Вилиги, територія сучасного Омсукчанського району Магаданської області), а пізніше було передислоковано в місто Магадан, у той час як його табірні відділи головним чином перебували у центральній частині території «Дальстрой».
На 1 січня 1949 року в рамках Берегового концентраційного табору вже було створено 13 табірних відділень, окремий табірний пункт при Оротуканському заводі гірничого обладнання та «лікарня» в поселенні Хета. Відповідно до наказу МВС СРСР від 8 липня 1949 р. кількість табірних відділів у концтаборі збільшили до 19-ти, а табірних пунктів — до 26. Всі вони були розташовані у п'яти гірничопромислових управліннях «Дальстрой»: в Індігирькому — одне табірне відділення (гірничорудний комбінат «Аляскитовий» — вольфрам), у Північному — чотири (Утинський золоторудний комбінат, Ельгенський й Аркагалінський вугільні райони, Оротуканський завод гірничого обладнання, родовища імені Горького та «Спокійне»), у Південно-Західному — п'ять (гірничорудні комбінати імені Лазо і «Каньйон», родовище «Дніпровське»), в Тенькінському — шість (рудники «Хеніканджа», імені Бєлова, збагачувальна фабрика імені Берії, комбінат № 1 «Бутугичаг», фабрика імені Чапаєва), в Західному — одне (родовище «Челбанья»), а також два відділення концтабору у м. Магадані, причому одне транзитно-пересильне. Основним видом діяльності, де в'язнів знесилювали важкою непомірною працею, були гірничо-шахтні роботи по видобутку золота, вугілля, олова, кобальту, вольфраму, роботи на гірничозбагачувальних комбінатах та будівничі роботи

## Умови життя у концтаборі
При організації концтабору зовсім мало уваги було приділено будуванню бараків для в'язнів. На 17 січня 1949 р. середній розмір «жилої площі» на одного в'язня становив
1,1 м², на 19 травня 1949 р. — 1,4 м² при наявності лише 74 % нар вагонного типу та 16 % загальних нар від необхідних. 21 серпня 1949 г. МВС СРСР спеціально встановило для концтаборів знижену норму забезпечення «жилою площею» — 1,5 м². У 1950 р. середня «жила площа» на одного в'язня в Береговому концтаборі становила 1,13 м², а в деяких табірних відділеннях 0,8 м²

Один з в'язнів, С. Віленський, згадував: «Восени 1949 р., коли нас привезли на „Дніпровське“… Крім двох старих бараків нічого не було. Жили в палатках. Посеред палатки — залізна бочка з-під солярки, і всю ніч черговий підтримував у ній вогонь. Голова примерзала до брезенту, а п'ятам було жарко».
Тривалість робочого дня для в'язнів становила 10 — 14 годин на добу. Природно, що такі умови праці призводили до різкого виснаження людей. Вже в жовтні 1948 р. втрати по хворобам становили 10,5 % від усіх в'язнів, у листопаді — 11,9 %, а у грудні — 14 %. Основними причинами цього були збої в забезпеченні продовольством, недостатня калорійність їжі, повільна акліматизація й неприспособленість до низьких температур людей, яких заслали у Береговий концтабір з Балтійських країн і Західної України. Серед них швидко розповсюджувалися простудні захворювання, насамперед запалення легенів. Для цих людей дорога у Береговий концтабір була дорогою на вірну смерть.

## Кількість в'язнів
Підрозділи Берегового концтабору комплектувалися як з в'язнів з інших північно-східних таборів, що вже існували на Колимі, звідки відбиралися більшовиками «особливо небезпечні» для них люди, так і з людей, яких привозили з центральних та західних регіонів СРСР, а особливо з новоокупованих радянською владою територій (Західна Україна, Західна Білорусь, Прибалтика тощо) цілими ешелонами за сприяння та у супроводі НКВД зі спеціальною рознарядкою для ГУЛАГу. На початку 1949 року загальне число в'язнів Берегового концтабору становило близько 15 570 людей, серед яких налічувалося 2165 жінок. Близько 4800 осіб чоловічої статі та 1061 осіб жіночої статі було ув'язнено за статтею «контрреволюційна діяльність». На кінець 1949 року контингент концтабору зріс до 23 906 людей, включаючи 4098 жінок.
Максимальна кількість в'язнів, які водночас утримувалися у даному концтаборі, досягла 31 500 людей у 1952 році.

### Відомі в'язні Берегового концтабору
- Чабуа Аміреджібі

## Розформування концтабору
Згідно з постановою ради міністрів СРСР від 18 березня 1953 р. № 832—370сс ГУ СДС «Дальстрой» було передано міністерству металургійної промисловості СРСР, а його табірні підрозділи — ГУЛАГу міністерства юстиції СРСР. Відповідно, Береговий концтабір перейшов у підпорядкування головного тюремного управління МВС СРСР.
У 1954 році особливі концтабори було перетворено на виправно-трудові табори (ВТТ), режим та контингент яких не відрізнявся від інших таборів. З лютого 1954 року й до моменту свого закриття у червні 1954 року Береговий концтабір перебував у підпорядкуванні ГУЛАГу МВС СРСР. Тоді ж таки всі підрозділи концтабору було передано Управлінню північно-східних виправно-трудових таборів (УПСВТТ).

## «Дохід» від діяльності концтаборів в СРСР
Складно говорити про який-небуть економічний ефект з використання в'язнів концтаборів на життєвбивчих роботах. Загалом концтабори з наповненням в 145 тисяч осіб
коштували радянській владі 680 млн. карбованців, не приймаючи до уваги вартість військової охорони. В той же час за перше півріччя 1949 р. фактичне виконання запланованих робіт в'язнями концтаборів склало лише 71,6 %. Подібний стан справ характерний для діяльності Берегового концтабору протягом всієї його історії. Реально, це була лише структура для масового й ефективного знищення усіх ненависних радянській владі і більшовицькому режиму людей.